# Cueva Ojos de Cristal
La cueva Ojos de Cristal (o bien sistema Roraima Sur o cueva Roraima Sur) es una caverna o cueva que se localiza en la parte venezolana del monte Roraima, específicamente en el Parque nacional Canaima del estado Bolívar, cerca de la frontera con Brasil.
Tiene 10.820 metros de desarrollo y menos 72 metros de desnivel. Fue descubierta en el año 2003. Se trata de una única cavidad con 18 bocas conectadas. Se encuentra totalmente en territorio venezolano, al sur del punto triple fronterizo con Brasil y Guyana.
Solo es accesible desde el lado venezolano del Tepuy.